# Carria concava
Carria concava là một loài tò vò trong họ Ichneumonidae.